# Tumanski R-25

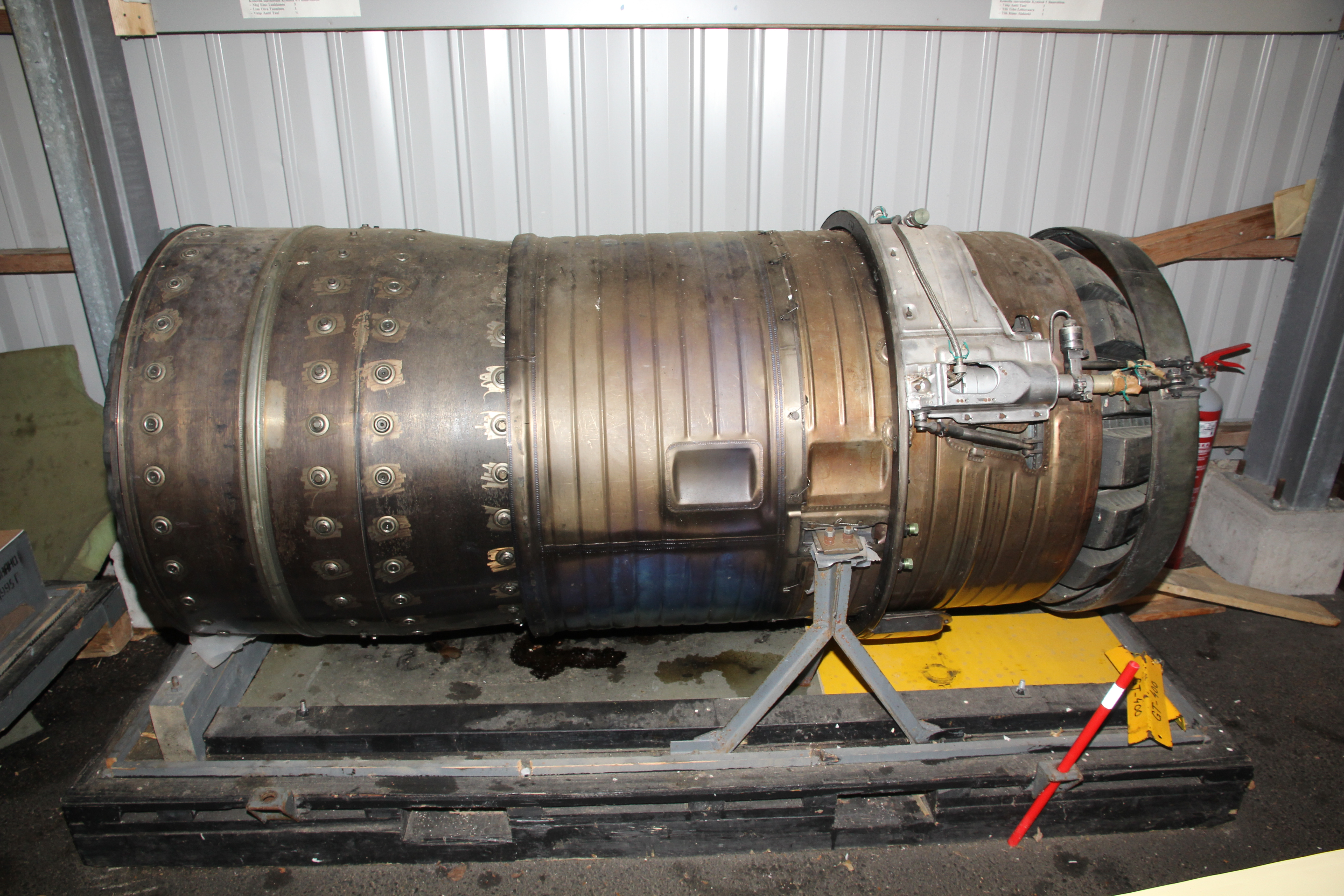
Tumanski R-25-300 einer MiG-21bis

Das Tumanski R-25 ist ein Zweiwellen-Strahltriebwerk, das in der UdSSR in Großserie gefertigt wurde.

## Geschichte
Das R-25 wurde Ende der 1960er Jahre bis 1971 von Sergei Alexejewitsch Gawrilow aus dem Tumanski R-13 entwickelt und ist ebenfalls ein Zweiwellen-Turbojet. Dazu wurde das Triebwerk mit einem neuen dreistufigen Niederdruckverdichter mit 21 breiten Titanschaufeln und einem überarbeiteten Nachbrenner mit zwei Kraftstoffpumpen und verbesserter Kühlung ausgerüstet. Es wurde in der MiG-21bis und der Su-15bis verbaut; insgesamt wurden etwa 3200 Stück produziert.

## Versionen
- R-25-300 / R-25F-300 – Version für die MiG-21bis und die Su-15 bis[3]
- R-25-300-94 – Version für die MiG-21-93

## Aufbau

### Stator
Der Stator besteht aus sieben Stufen. In der ersten Stufe enthält der Stator insgesamt 36 Leitschaufeln. Fünf dieser Schaufeln sind als Hohlschaufeln ausgeführt. Eine davon besitzt eine axiale Bohrung, durch welche die axiale Welle für den Antrieb der Schmierstoffabsaugpumpe des vorderen Lagers geführt ist. Die anderen vier Hohlschaufeln dienen
1. der Schmierstoffzufuhr des vorderen Lagers
2. dem Schmierstoffabfluss aus dem Hohlraum des vorderen Lagers
3. der Luftzufuhr vom Verdichter zur Beheizung der Einlaufkappe und
4. zum Entlüften des Schmierstoffraumes des vorderen Lagers.

Der Hochdruckstator dient der Aufnahme des Leitapparates der 4., 5. 6. und 7. Stufe, er ist aus Montagegründen zweigeteilt und mit Bolzen miteinander verbunden. Das Gehäuse der ersten Verdichterstufe und die Leitschaufeln der 1. bis 7. Stufe sind aus Titan, die Gehäuse der Stufen 2 bis 7 sind aus Stahl gefertigt.

### Niederdruckrotor
Der Niederdruckrotor besteht aus den untrennbar miteinander verbundenen Scheiben der zweiten und dritten Verdichterstufe und der abnehmbaren Scheibe der ersten Verdichterstufe. Er ist auf zwei Lagern gelagert.

### Hochdruckrotor
Der Hochdruckrotor besteht aus fünf Scheiben, die aus einer Titanlegierung gefertigt wurden.

### Zweistufige Turbine
Die erste Turbinenstufe hat 55 Schaufeln und ist auf zwei Lagern gelagert. Sie ist aus einem Schmiedestück aus einer hitzefesten Legierung gefertigt. Die Schaufeln, die auf der Scheibe sitzen, sind zur Kühlung hohl und aus einer hitzefesten Legierung präzisionsgegossen. Die zweite Turbinenstufe besitzt 64 Schaufeln, die ebenfalls auf einer durch zwei Lager geführten Scheiben sitzen und mit einer Tannenbaumverzahnung mit fünf Zähnen befestigt sind. Die Turbine wird mit Luft, die an verschiedenen Stellen des Luftweges des Triebwerkes entnommen wird, gekühlt.

### Aggregateantrieb
Die Aggregate des Triebwerkes werden entweder von der Welle des Niederdruck- oder des Hochdruckrotors angetrieben. Am Niederdruckrotor ist über ein paar Stirnräder die Schmierstoffabsaugpumpe des vorderen Lagers und der Drehzahlgeber des Niederdruckrotors angeflanscht. Die Aggregate, die an der Welle des Hochdruckrotors angeschlossen sind, sind in der Tabelle aufgeführt.
| Aggregatsbezeichnung              | Typ                      | Übersetzungsverhältnis | Drehrichtung |
| --------------------------------- | ------------------------ | ---------------------- | ------------ |
| Startergenerator                  | GSR-ST-12000 WT          | 1,3408 als Generator   | links        |
| Startergenerator                  | GSR-ST-12000 WT          | 2,2580 als Anlasser    | links        |
| Wechselstromgenerator             | GO4Ptsch4 oder SGO-8     | 1,3408                 | links        |
| Kraftstoffvordruckpumpe           | DZN44-DT1                | 1,3408                 | links        |
| Kraftstoffhauptpumpe              | NR-54F2                  | 2,5470                 | rechts       |
| Kraftstoffnachbrennerpumpe        | NR-22F2M2                | 2,5470                 | rechts       |
| Kraftstoffnachbrennerzusatzpumpe  | NR44                     | 2,5358                 | rechts       |
| Hydraulikpumpen (2 Stück)         | NP-34M-1T oder NP-26M2-3 | 2,9639                 | rechts       |
| Schmierstoffaggregat              | Zahnradpumpe             | 2,8732                 | rechts       |
| Luftabscheider                    | Zentrifugalabscheider    | 2,8732                 | rechts       |
| Schmierstoffabscheider            | Zentrifugalabscheider    | 0,8570                 | rechts       |
| Drehzahlgeber des Hochdruckrotors | DTÄ-1                    | 4,5446                 | rechts       |

## Technische Daten
| Kenngröße                | Daten R-25-300    |
| ------------------------ | ----------------- |
| Leistung                 | 69,6 kN / 40,2 kN |
| Luftdurchsatz            | 67,9 kg/s         |
| Gesamtdruckverhältnis    | 9,55:1            |
| Länge                    | 4,61 m            |
| Einlassdurchmesser       | 0,91 m            |
| Trockenmasse             | 989 kg            |
| Verdichterstufen (ND/HD) | 3 / 5             |
| Turbinenstufen (ND/HD)   | 1 / 1             |